# Пиреј (округ)
Округ Пиреј (енгл. periferiakí enótita Peiraiós) је округ у периферији Атика, који обухвата град Пиреј и њему најближа предграда у оквиру "Велике Атине". Управно средиште округа је истоимени град Пиреј.
Округ Пиреј је успостављен 2011. године поделом некадашње некадашње префектуре Пиреј, која је тада због величине подељена на два округа (други је округ Острва).

## Природне одлике
Округ Пиреј обухвата приобално подручје на западу полуострва Атика. Морска обала округа је део Саронског залива Егејског мора.
Округ има средоземну климу.

## Историја
У доба антике ова област била је значајна као део полиса Античке Атине. У каснијим епохама долази владавина Римљана, затим Византинаца и на крају Османлија. Месни Грци су били веома активни током Грчког устанка 1821. г, па је подручје постало део савремене Грчке. Током 20. века, са ширењем града Атине, подручје постало изузетно урбанизовано и једно од најразвијенијих у држави.

## Становништво
По последњим проценама из 2001. године округ Пиреј је имао око 470.000 становника, сви у оквиру "Велике Атине". На град Пиреј отпада 1/3 становништва.
Етнички састав: Главно становништво округа су Грци, уз значајан број странаца и усељеника.
Густина насељености је преко 9.000 ст./км2, што је неупоредиво више од просека Грчке (око 80 ст./км2), али је у складу са карактером округа, који покрива потпуно изграђено земљиште.

## Управна подела и насеља
Округ Пиреј се дели на 5 општина (број је ознака општине на карти):
1. Керацини–Драпецона — 4
2. Коридалос — 5
3. Никаја–Ајос Јоанис Рентис — 7
4. Перама — 8
5. Пиреј — 1

Све општине су велике по броју становника (> 10.000 ст.).

## Привреда
Као део "Велике Атине", округ Пиреј има развијену привреду, нарочито лучке делатности. Заправо, пирејска лука је најважнија у Грчкој, а истовремено је и кључна веза Атине и грчког копна са бројним острвима у Егеју.